# Southampton, Quận Richmond, Virginia
Southampton là một cộng đồng chưa hợp nhất tại Hạt Richmond, thuộc tiểu bang Virginia của Hoa Kỳ.